# 青城雪芽
青城雪芽产于四川省灌县青城山。陆羽《茶经》中就有对青城茶的记载。五代毛文锡《茶谱》记载：“青城，其横源、雀舌、鸟嘴、麦颗，盖取其嫩芽所造”。青城山在宋代就开始设茶场，并形成一套制茶工艺。“青城雪芽”为50年代创制的新茶品种。青城雪芽外形秀丽微曲，白毫显露，汤绿清澈。